# زاروكي (اسماعيلي كرمان)
زاروکي (بالفارسية: زاروکی) هي منطقة سكنية تقع في إيران في منطقة إسماعيلي. يقدر عدد سكانها بـ 373 نسمة بحسب إحصاء 2016.